# Centrum Rozliczeń Elektronicznych Polskie ePłatności
Polskie ePłatności sp. z o.o. w skrócie PeP – polski operator płatności bezgotówkowych z siedzibą w Rzeszowie. Posiada ponad 250 000 terminali płatniczych. Spółka zatrudnia blisko 700 osób. Polskie ePłatności, są częścią Grupy Nexi

## Historia
Firma została założona w 2010 roku jest jednym z liderów na polskim rynku procesorów płatności, zajmując wraz z początkiem 2025 roku drugie miejsce pod względem liczby terminali płatniczych (ponad 270 000 urządzeń).
W marcu 2018 roku Polskie ePłatności dokonały akwizycji trójmiejskiego startupu PayLane, wyspecjalizowanego w płatnościach internetowych. 19 grudnia 2018 roku Polskie ePłatności podpisały umowę kupna od Eurocash za 110 mln zł 100% akcji spółki PayUp Polska SA, założonej w 2007 roku i posiadającej 15,5 tys. terminali płatniczych. 1 lipca 2019 zakończyło się prawne i operacyjne połączenie Polskich ePłatności SA z PayUp Polska SA.
W listopadzie 2019 roku Polskie ePłatności podpisały umowę zakupu 100% akcji spółki Billbird SA, krakowskiego przedsiębiorstwa specjalizującego się w dostarczaniu usług dodatkowych na terminalach POS, dzięki czemu Polskie ePłatności poszerzyły portfolio produktowe o możliwość dokonania płatności za rachunki, doładowania telefonów komórkowych, doładowania energetyczne, przekazy pieniężne, sprzedaż biletów komunikacyjnych. 
Dzięki akwizycji Billbird Polskie ePłatności stały się jedynym autoryzowanym dystrybutorem Paysafecard w Polsce.
Udziałowcami PeP do października 2020 roku byli OPTeam oraz fundusz Innova Capital. 26 października 2020 roku 100% udziałów przejął duński Nets. W 2021 roku Nets połączył się z włoską firmą Nexi, tworząc Nexi Group. 

## Usługi
Firma oferuje m.in. terminale płatnicze POS: obsługa płatności kartami (Visa, MasterCard, Maestro, itp.), płatności mobilnych (Apple Pay, Google Pay) oraz innych metod, takich jak BLIK czy przelewy pay-by-link.

## Grupa Nexi w Polsce
Grupa Nexi w Polsce to część europejskiego koncernu z branży płatności cyfrowych. W Polsce Nexi reprezentują przede wszystkim Polskie ePłatności (PeP), oferujące terminale POS i płatności online dla biznesów, oraz Przelewy24, operator płatności online, obsługujący ponad 350 metod płatności dla e-commerce.